# Plattenbau
Plattenbau [ˈplatn̩ˌbaʊ̯] est un terme allemand désignant un type de construction d'immeubles à partir de grands éléments préfabriqués en béton.
Dans le langage familier, le terme caractérise essentiellement les grands ensembles d'immeubles d'habitation construits dans la seconde moitié du XXe siècle et sont considérés comme un exemple typique de l'architecture est-allemande bien qu'également utilisés massivement par l'Allemagne de l'Ouest. Dans les années 1970, la construction industrialisée a pris de plus en plus d'importance. En RDA, c'est surtout la construction en grands panneaux qui a dominé l'image de la construction industrialisée. Cette image typique a finalement conduit à la désignation de certains types de bâtiments comme « Plattenbauten ».

## Galerie photographique

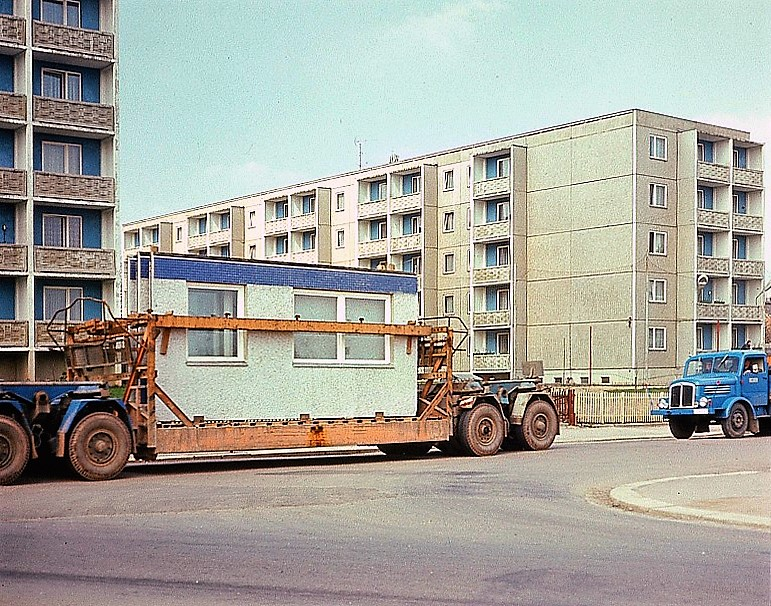
Éléments préfabriqués en 1975.
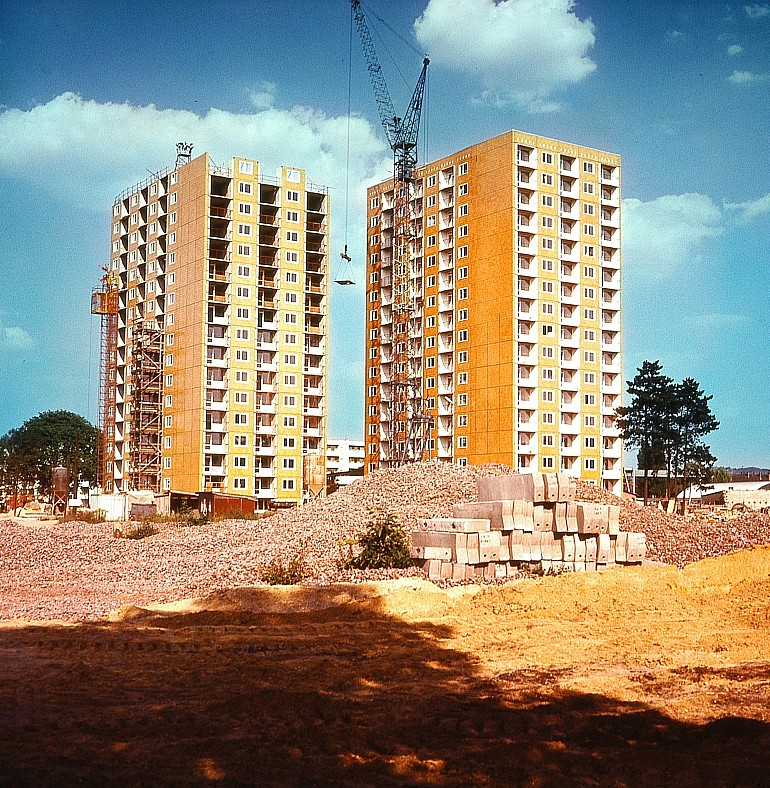
Construction d'un ensemble d'immeubles à Dresde (1972).
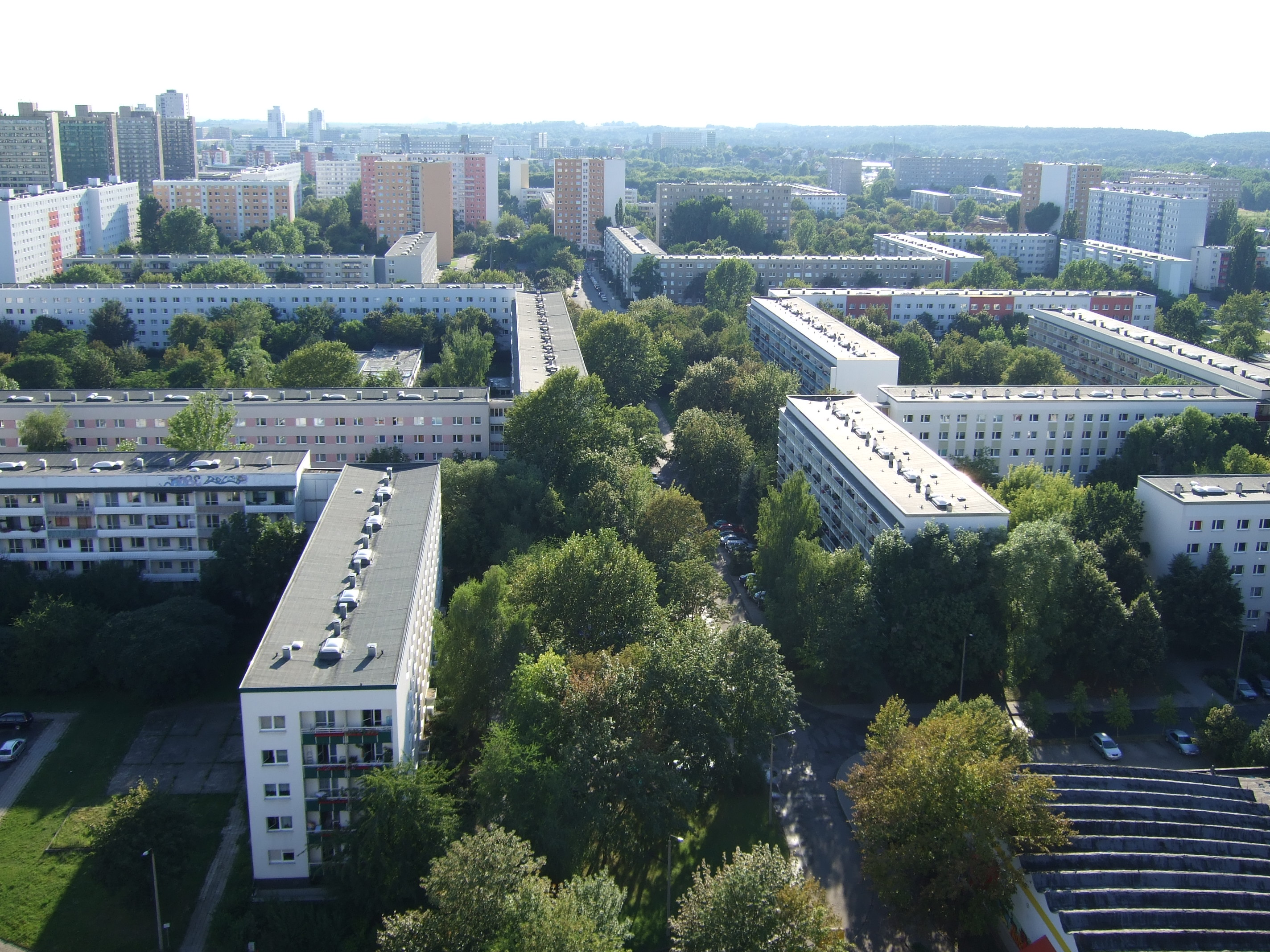
Colonie de Plattenbau à Halle-Neustadt.
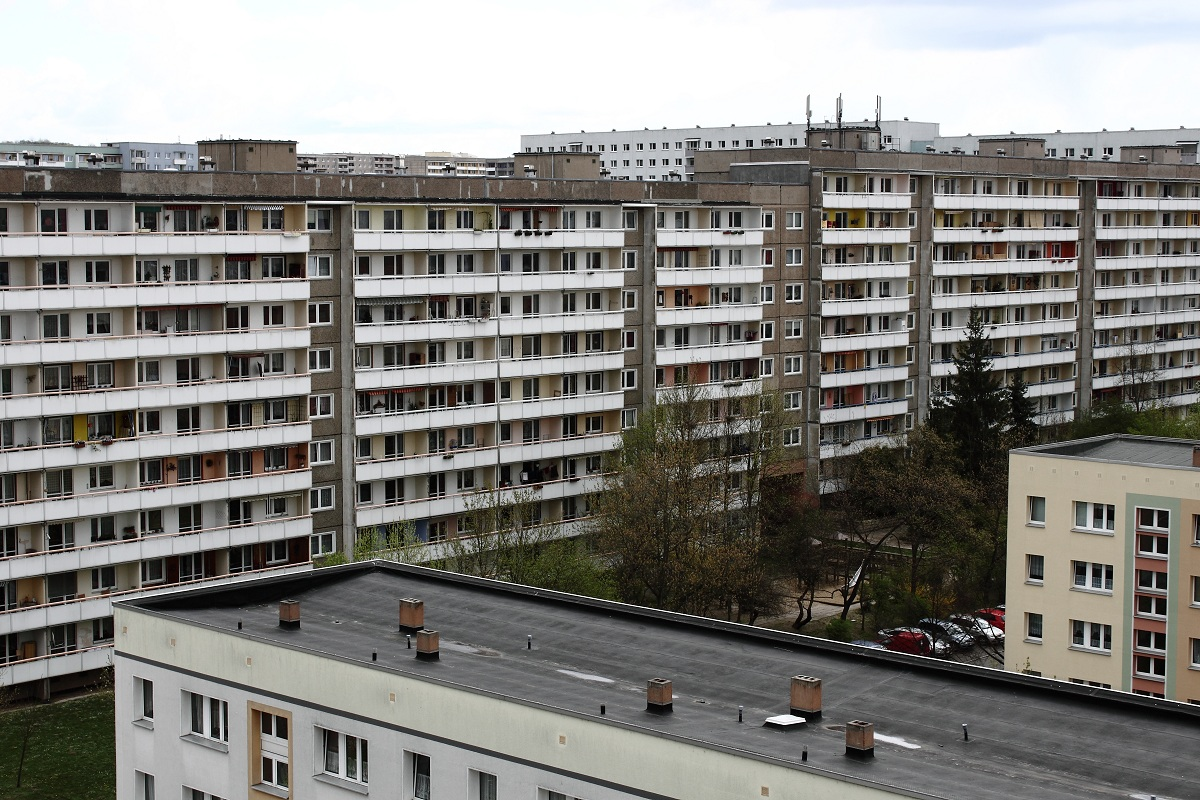
Barre d'immeuble typique des constructions de la RDA à Neulobeda (de).
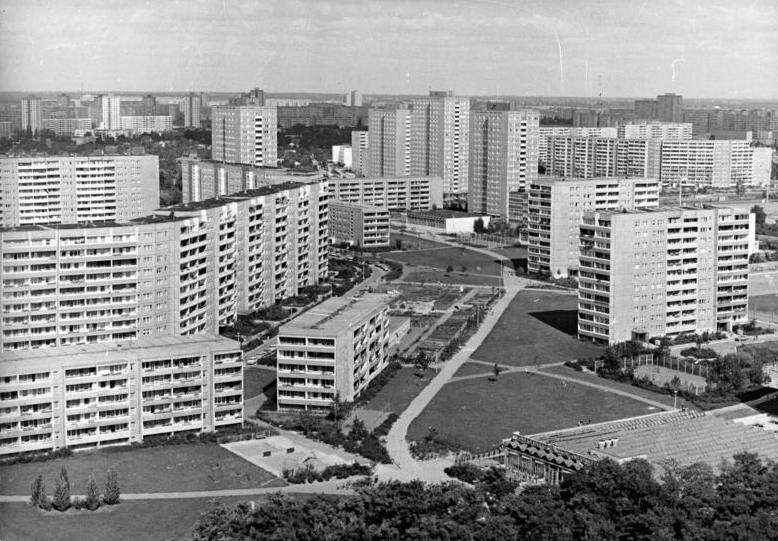
Berlin-Marzahn, le plus grand Neubaugebiet, « nouvelle zone de développement » (1987).
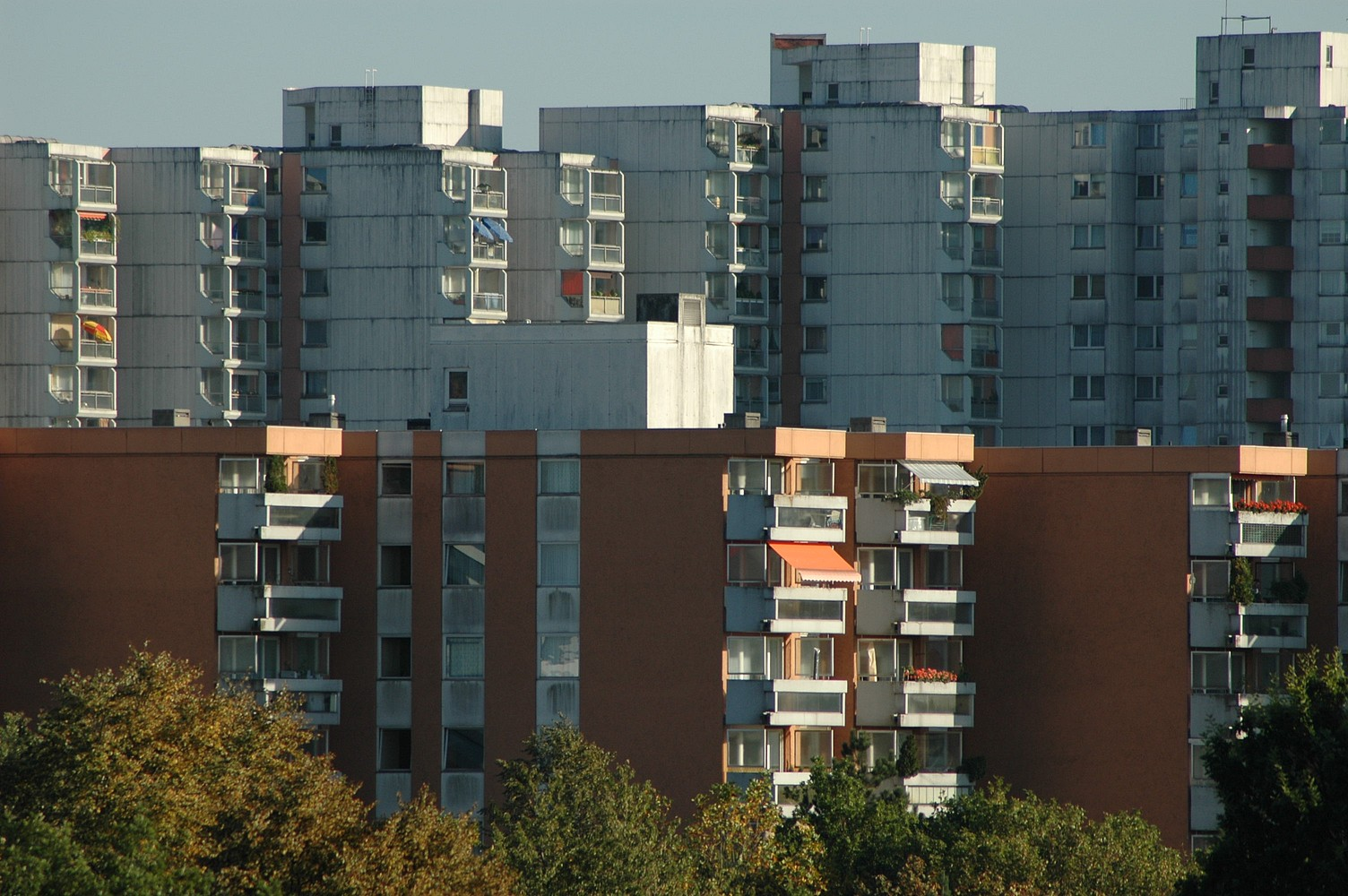
Plattenbeau à Munich-Neuperlach.